# Gustav Dannich
Gustav Dannich  (* 11. August 1881 in Nieder Hermsdorf; † 1. Mai 1923 in Berlin) war ein deutscher Gewerkschaftsfunktionär, Gemeindeverordneter in Hoengen und Mitglied des Rheinischen Provinziallandtages für die SPD.

## Leben
Geboren im Waldenburger Kohlenrevier in Schlesien, wurde Dannich zuerst Metallarbeiter und dann Bergmann. Im Jahr 1907 kam er ins Ruhrgebiet. Nachdem ihm dort wegen seines Einsatzes als Gewerkschafter im Jahr 1911 gekündigt wurde, ging er in das Limburger und danach in das Aachener Revier. Dort setzte er als Angestellter des Verbandes der Bergarbeiter sein Engagement fort. Er wurde Vertrauensmann der Zahlstelle Hoengen (heute ein Stadtteil von Alsdorf in der Städteregion Aachen), Mitglied der Bezirkskommission, Hilfskraft des Bezirksleiters, Sprecher und Verhandlungsführer bei Tarifverhandlungen. Im Jahr 1919 wurde er als SPD-Mitglied in den Rheinischen Provinziallandtag gewählt und gehörte diesem bis zu seinem Tode an. Auch im Gemeinderat von Hoengen war er vertreten.
Dannich starb am 1. Mai 1923 in Berlin nach Tarifverhandlungen an den Folgen eines Herzinfarkts. Unter großer Anteilnahme der Bevölkerung und seiner Kollegen wurde er am 8. Mai in Mariadorf beigesetzt. Heute erinnert auf dem dortigen Friedhof ein Gedenkstein an sein Wirken.